# Ilioupoli
Ilioupoli (griechisch Ηλιούπολη (f. sg.) ‚Sonnenstadt‘) ist eine Gemeinde mit knapp 80.000 Einwohnern am südöstlichen Stadtrand der griechischen Hauptstadt Athen.

## Geografie
Ilioupoli liegt an den südwestlichen Ausläufern des Ymittos auf durchschnittlich 150 Metern Seehöhe, sein Zentrum befindet sich rund 5 Kilometer südöstlich der Akropolis. Etwa die Hälfte der Gemeindefläche im Westen ist bebaut; die östliche Hälfte ist bewaldet und steigt auf 650 m zum Kamm des Ymittos an, hier grenzt das Gebiet Koropis an die Stadt. Nach Norden, Westen und Süden geht das Gebiet übergangslos in das der übrigen Stadtteile der Hauptstadt über, dies sind im Norden die Gemeinden Vyronas und Dafni-Ymittos, östlich Agios Dimitrios und Alimos sowie Elliniko-Argyroupoli im Süden. Im Nordwesten durchquert der Bach Pikdrofafni das Gemeindegebiet, weiter südlich aus dem Ymittos kommende Bäche sind verdolt oder verschüttet. Die Küste des Saronischen Golfs liegt in rund 2,5 Kilometer Entfernung zum Südrand der Gemeinde im Südwesten.

### Stadtgliederung
Offiziell gliedert sich Ilioupoli in elf Stadtteile:
- Agia Marina (Αγία Μαρίνα)
- Agia Mavra (Αγία Μαύρα)
- Agia Paraskevi (Αγία Παρασκευή)
- Agios Konstandinos (Άγιος Κωνσταντίνος)
- Ano Ilioupoli (Άνω Ηλιούπολη)
- Astynomika-Panorama (Αστυνομικά-Πανόραμα)
- Kato Ilioupoli (Κάτω Ηλιούπολη)
- Zentrum (Κέντρο)
- Nisaki (Νησάκι)
- Typografika (Τυπογραφικά)
- Chalikaki (Χαλικάκι)

Darüber hinaus gibt es auch viele traditionell bezeichnete Stadtviertel oder Nachbarschaften, darunter Mamai (Μαμάη), Sykies (Συκιές), Proedrika (Προεδρικά), Kithara (Κιθάρα) und Germanika (Γερμανικά). Ein kleines Gebiet in Ano Ilioupoli heißt Lofos Germanou (‚Hügel des Deutschen‘, nach einem Anwesen, das vor dem Zweiten Weltkrieg ein Deutscher besaß).

## Geschichte
In antiker Zeit lag das Gebiet Ilioupolis im Bereich des Demos Euōnymon (altgriechisch Εὐώνυμον), einem der zehn Demoi Athens, der nach einem mythischen Sohn Euonymos des Uranos und der Gaia benannt war. Altgriechisch Euōnymos bedeutet ‚Spindelstrauch‘. Ausgrabungen im Gemeindegebiet belegen Besiedlung in mykenischer und klassischer Zeit.
In osmanischer Zeit gehörte das zentrale Gebiet der späteren Gemeinde zu dem Çiftlik Kara, das nach seinem Großgrundbesitzer Mustafa Kara Ali benannt war. Es erscheint 1890 unter dem Namen Karas (Καρᾶς) als ‚kleines Dorf‘ mit 94 Einwohnern in den Ortslisten Griechenlands von Ioannis Nouchakis. Bereits damals bestand eine kleine Kirche in Kara, die dem Heiligen Nikolaus geweiht war und erst 1966 durch einen Neubau ersetzt wurde. Der Besitz des Çiftlik von vier Hufen Pflugland (gr. Einheit zevgari, eigtl. ‚Gespann‘, etwa 8 ha) kam 1832 durch Kaufvertrag in griechische Hände. Anschließend wechselte das Landgut mehrfach die Besitzer, 1922 proklamierte ein Alexios Nastos ein riesiges Gebiet als sein Eigentum, das fast das gesamte Gemeindegebiet einschließlich des Hangs am Ymittos und Teile der angrenzenden Gebiete von Alimos und Argyroupoli umfasste. (Noch 2014 bestand ein Rechtsstreit um den Grundbesitz zwischen den Erben Nastos’ und den drei Gemeinden.) Ein 103 Hektar großes Gelände erwarb 1922 die Griechische Gesellschaft städtischer und ländlicher Siedlungen – Drandakis, Pangalos & Co. (Ελληνική Εταιρία Αστικών και Αγροτικών Συνοικισμών – Δρανδάκης, Πάγκαλος κ’ Σια). Der Besitzer dieser Gesellschaft, der Kreter Pangalos Drandakis, hatte in Heliopolis bei Kairo studiert und übertrug dessen Namen auf die zu gründende Stadt.
1925 wurde ein per Dekret des Staatspräsidenten Pavlos Koundouriotis ein erster Bebauungsplan des Architekten Aristomenis Valvis veröffentlicht, der auch die Basis der heutigen Bebauung ist. 1927 wurden zwei Busse angeschafft, um Arbeiter und Bewohner, aber auch potenzielle Käufer von Grundstücken aus Athen nach Ilioupoli zu transportieren. Im Mai 1928 wurde Ilioupoli als Siedlung in der Gemeinde Brachami anerkannt und bereits im Oktober desselben Jahres als Landgemeinde (kinotita) selbständig. Damals wurden 569 Einwohner gezählt, davon 117 Flüchtlinge aus der Türkei. 
Die ersten Häuser der neuen Gemeinde waren einstöckig, klein und weit verstreut. Das Wasser musste von Wasserträgern gekauft oder aus Brunnen geschöpft werden, erst 1934 begann die Wasserversorgung durch die Gesellschaft OULEN. Die Baugesellschaft wurde 1936 aufgelöst und übertrug einen Großteil der Grundstücke an die Gemeinde. Ab dieser Zeit wuchs die Gemeinde beständig, weitere Bebauungspläne gab es in den Jahren 1932 und 1967. Der entscheidende Zuwachs erfolgte in den 1960er bis 1980er Jahren, als die Gemeinden der Athener Ebene zur Millionenstadt zusammenwuchsen. Nachdem die Einwohnerzahl von 10.000 überschritten war, wurde Ilioupoli 1963 zur Stadtgemeinde (dimos) hochgestuft.
| 1928 | 1940  | 1915  | 1961   | 1971   | 1981   | 1991   | 2001   | 2011   |
| ---- | ----- | ----- | ------ | ------ | ------ | ------ | ------ | ------ |
| 569  | 3.457 | 8.052 | 27.638 | 49.215 | 69.560 | 75.037 | 75.904 | 78.153 |

## Infrastruktur und Verkehr

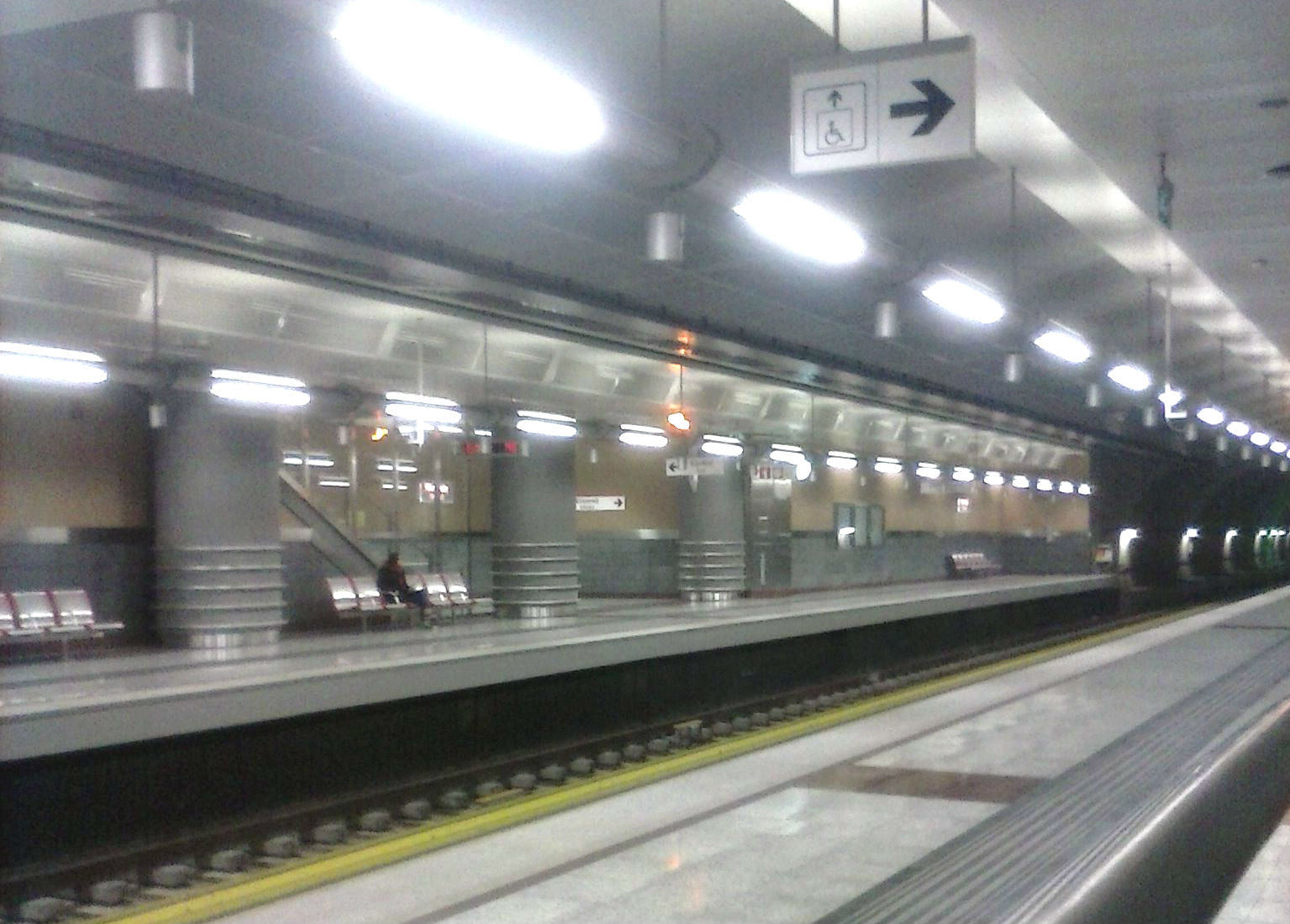
Die U-Bahn-Station Ilioupoli

Die Hauptverkehrsachse im innerstädtischen Autoverkehr bildet der Vouliagmeni-Boulevard, der an der westlichen Gemeindegrenze entlangführt. Die Weiterführung der Athener Ostumfahrung, der griechischen A 64, nach Süden bis ins Gemeindegebiet ist in Planung.
Unter dem Vouliagmeni-Boulevard verläuft die Trasse der Athener U-Bahn-Linie 2, die an zwei Stationen am Westrand der Gemeinde hält. Eine neue Linie 4, die ihren südlichen Endpunkt in Ano Ilioupoli haben soll, ist beschlossen.